# 坎迪丝·阿科拉
坎迪丝·阿科拉（英語：Candice Accola，1987年5月13日—）是一位美国女演员及歌手。坎迪丝因在电视剧《吸血鬼日记》中扮演卡罗琳·福布斯而闻名。

## 早期生活
坎迪丝出生于美国得克萨斯州休斯顿，并在佛罗里达州埃奇伍德成长。她参加了。坎迪丝的父亲凯文是一位心胸手术师，她的母亲卡罗琳在成为一名家庭主妇前是一位环境工程师。坎迪丝的父母都是佛罗里达州共和党的活跃成员。她有一个弟弟。

## 音乐经历
坎迪丝14岁时已是一名有成就的女歌手及歌曲作家。她在16岁的时候与唱片公司签约并在音乐领域获得了成功。坎迪丝的音乐在世界范围内收获了赞赏，她继续录制和写自己的音乐。坎迪丝的第一张专辑，于2006年12月26日在美国发行，并在日本获得了极大的成功。2007年至2008年，坎迪丝作为一名背景歌手参加了麦莉·赛勒斯的Best of Both Worlds巡回演唱会。

## 个人生活
坎迪丝是It Gets Better项目的支持者之一，与她《吸血鬼日记》的联合主演邁克爾·特維諾和伊恩·桑莫哈德一同支持这个项目。
2013年5月30日，坎迪丝在Twitter上公開她與衝突樂團（The Fray）吉他手男友Joseph Aaron King訂婚的消息。2014年於紐奧良舉辦婚禮。2016年1月15日，坎迪絲誕下了一名女嬰，名叫Florence May King。

## 音乐作品
| 年份 | 专辑 |
| ---- | ---- |
| 2006 |      |